# Bugatti Type 13

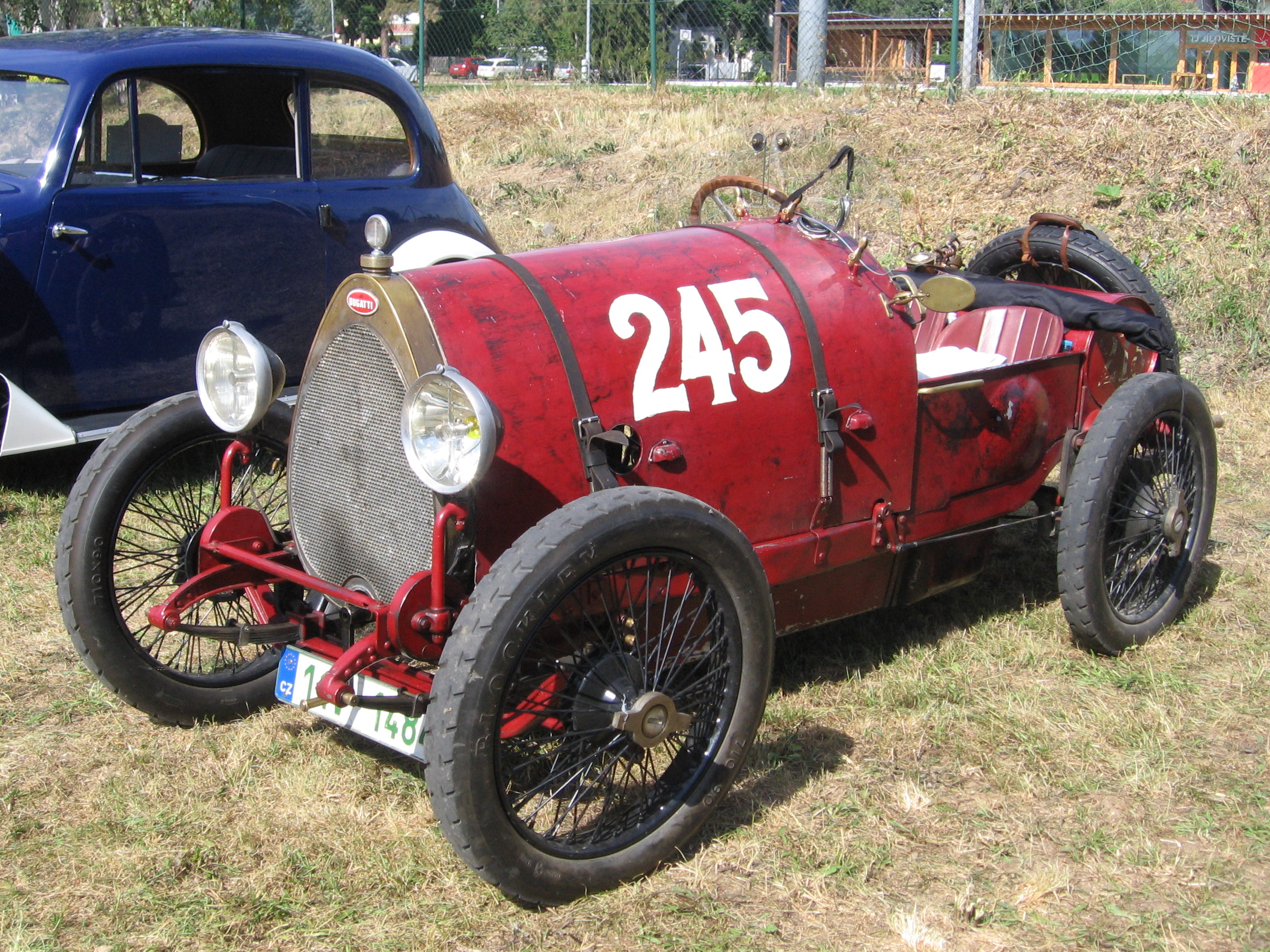
Bugatti Type 13 na závodě Zbraslav-Jíloviště

Vůz s názvem Type 13 byl prvním automobilem, nesoucím označení automobilky Bugatti. Model byl posléze modifikován pod označením Type 15/17/22 a 23. Od roku 1910, kdy světlo světa spatřil první exemplář, do roku 1920 bylo vyrobeno 435 kusů těchto vozů. Většina z nich měla klasicky 8 ventilů na čtyři válce, ale bylo vyrobeno i několik vozidel, jejichž motor byl osazen hlavou se šestnácti ventily. Motory 16V vyráběla firma Bugatti jako jedna z prvních na světě.

## Před 1. světovou válkou

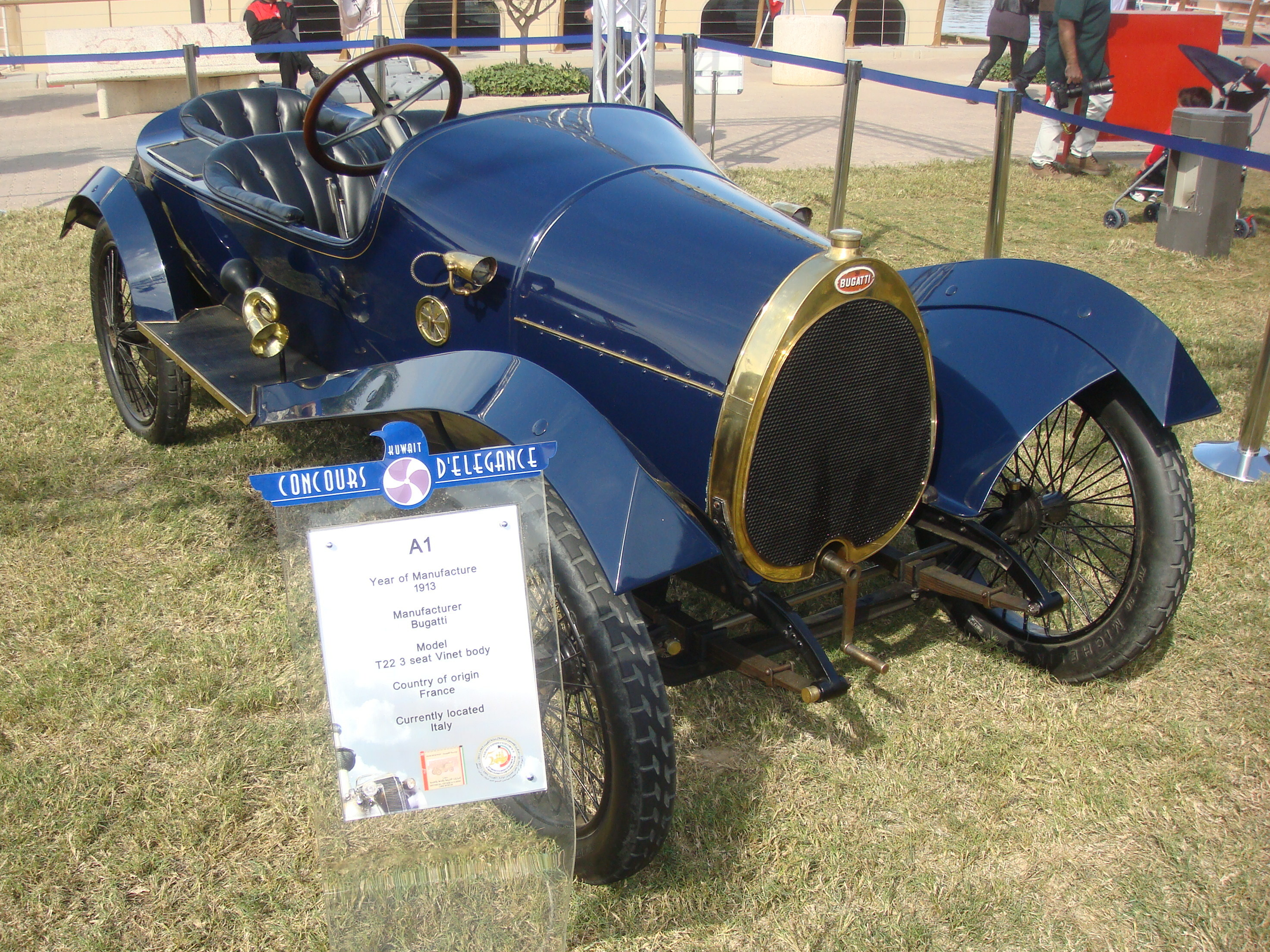
Bugatti Type 22 z roku 1913

### Type 10
Výroba a vývoj prototypu s názvem Type 10 probíhala v letech 1908–1909 v německém Kolíně nad Rýnem. Šéfem konstrukce byl Ettore Bugatti, ale pracoval v té době pro firmu Deutz Gasmotoren Fabrik. Ihned, jakmile jeho kontrakt vypršel, nasedl i s rodinou do svého Type 10 a vyrazil do Alsaska, nejprůmyslovější oblasti Francie. 
Type 10 byl výjimečný zejména konstrukcí motoru. Ettore Bugatti, který je pod jeho konstrukcí podepsán, totiž vsadil na pokročilá technická řešení. Motor se skládal ze čtyř válců v řadě za sebou, dohromady slitých v jeden blok. Navíc měl dokonalý systém vačkové hřídele, dva ventily na jeden válec. Celkový objem motoru byl 1131 cm³.
Motor byl umístěn v přední části vozu, která tak byla navíc tlumena listovými pery. Zadní část vozu tlumení neměla. Automobil byl brzděn bubnovými brzdami, umístěnými na zadních kolech a ovládanými lankem.

### Type 13
Zahájení provozu v nové továrně ve francouzském Molsheimu dovolila Buggatimu další vývoj, tentokrát opravdového závodního speciálu. Type 13 se tak dočkal lepšího motoru, listových per na přední i zadní nápravě a zvetšeného rozvoru kol na necelé 2 metry.
Motorová jednotka prošla inovací, vačková hřídel byla přidána ještě jedna a motor tak disponoval čtyřmi ventily na jeden válec. Ve světě automobilů převratná novinka. Obsah byl zvětšen na 1368 cm³ a byl přidán dvojitý karburátor. Výkon vozu tak dosahoval 30 koní (22 kw) při 4 500 otáčkách za minutu. Váha vozu činila pouhých 300 kilogramů.
V roce 1910 bylo vyrobeno prvních pět kusů a hned v následujícím roce 1911 se Bugatti účastní první Grand Prix. Po sedmihodinovém závodě skončil Type 13 na druhém místě.
Během první světové války došlo k přerušení výroby v celém regionu. Bugatti se dvěma naloženými vozy Type 13 odjel do Milána. Zbylé tři rozložil na díly a zakopal v okolí továrny. Po válce se vrátil, díly našel a poskládal pět závodních automobilů Type 13s.

### Type 15
Jedná se o verzi Type 13, jen s tím rozdílem, že Type 15 má ještě větší rozvor (2400 mm), vylepšený chladič a nový tvar zadních listových pružin.

### Type 17
Type 17 má rozvor 2550 mm, jinak shodné inovace, jako předchozí Type 15.

### Type 22
Inovace Type 15 z roku 1913. Došlo ke zvětšení karoserie, další změně chladiče (tentokrát za oválný) a zadní pera byla čtvrtkruhového tvaru.

### Type 23
Dvouventilové provedení vozu Type 17 pochází také z roku 1913. Chladič má proto oválný, stejně jako Type 22.

## Poválečné období

### Type 13 Brescia
S tímto typem se Bugatti zúčastnil Grand Prix hned v roce 1920 poté, co se vrátil z Milána. Bohužel, o vedoucí pozici jej tehdy připravila diskvalifikace. Během závodu totiž rukou manipuloval s víčkem chladičem, což bylo zakázáno. Hned v následujícím roce se během Grand Prix v Brescii jeho vozy umístil na všech čtyřech prvních příčkách. Nastala léta neporazitelnosti a poptávky se jen hrnuly. Na památku slavného závodu pak tyto podtypy nesly název Type 13 Brescia. V roce 1926 pak byl automobil vylepšen přidáním předních brzd.

### Type 23 Brescia Tourer

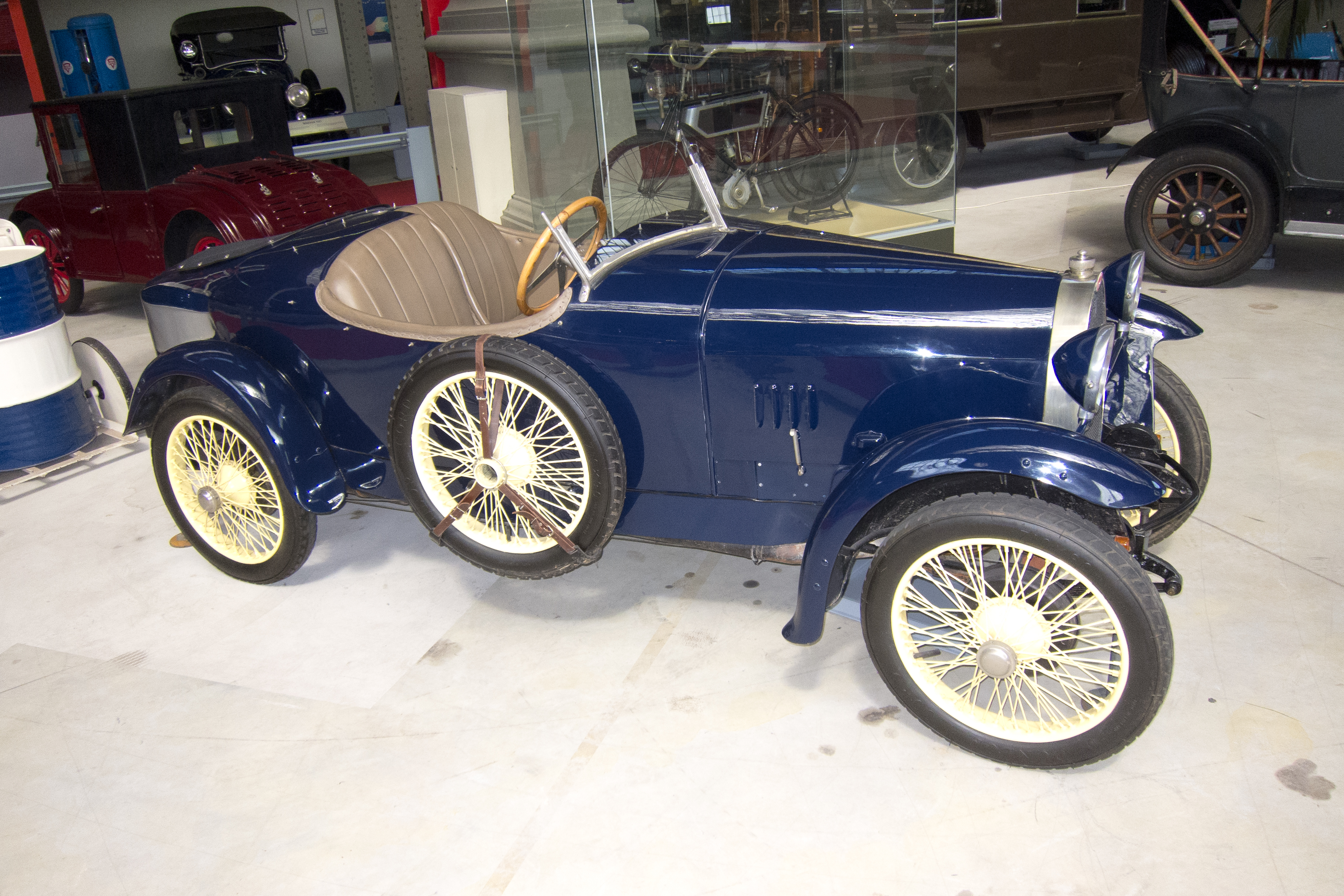
Bugatti Type 23 Brescia two-Seater Boattail 1921

Kapitál, který přinesl závodní úspěch modelu Brescia dovolil automobilce další rozvoj. Vozy Brescia Tourer byly už v základu vybavovány 16ventilovým motorem a staly se tak prvními, které byly nabídnuty v hojném počtu široké veřejnosti. Celkem bylo vyrobeno 2 000 těchto sportovních automobilů.